# Баньска-Нижна
Ба́ньска-Ни́жна (пол. Bańska Niżna) — село в Польше, входит как административная единица в гмину Шафляры, Новотаргский повят, Малопольское воеводство.
В 1975—1998 годах административно относилось к бывшему Новы-Сончскому воеводству.
Через населённый пункт проходит автодорога № 47, соединяющая Краков и Закопане.
Численность населения Баньски-Нижней составляет около 1000 жителей, подавляющее большинство — подгалянские горцы, сохраняющие традиционный горский фольклор и разговаривающие на подгалянском диалекте польского языка.

## Геотермальное отопление
Баньска-Нижна — первое в Польше село, отапливаемое с использованием геотермальной энергии. В окрестностях села в 1980-е годы были проведены исследования, имевшие целью открытие залежей нефти. Однако вместо этого был открыт источник природной горячей воды. В 1990-х годах профессор Юлиан Соколовский выступил с проектом устройства системы отопления близлежащих населённых пунктов геотермальными водами. После отклонения предложения лежащим ближе всего к скважине селом Бялы-Дунаец, на создание такой системы решились власти Баньски-Нижней. В 1993 году были подключены первые 5 домов, а к 1995 году геотермальными водами уже отапливалось большинство строений на территории села.